# ダマソ・アロンソ
ダマソ・アロンソ・イ・フェルナンデス・デ・ラス・レドンダス（スペイン語:Dámaso Alonso y Fernández de las Redondas, 1898年10月22日 - 1990年1月25日）は、スペイン王国（現:スペイン）マドリード出身の文献学者・詩人。27年世代のひとり。
代表作は1944年に著された詩集『怒りの子ら』で、1978年にセルバンテス賞を受賞した。
主な実績に1950年に著された『スペイン詩』の他に同国出身の詩人ルイス・デ・ゴンゴラやカトリック教会司祭、神秘思想家のサン・フアン・デ・ラ・クルスの研究がある。

## 生涯
1898年10月22日、スペイン王国のマドリードに生まれ、マドリード大学で学んだ。歴史家・言語学者のラモン・メネンデス・ピダルに師事した。その後、イギリスのオックスフォード大学、スペインのバレンシア大学でスペイン語を教えた。
1927年にルイス・デ・ゴンゴラ『孤愁』に脚注を付けて刊行。1935年には『ゴンゴラの詩法』を著して。詩人・劇作家であるフェデリコ・ガルシーア・ロルカと共にゴンゴラ再評価における中心的役割を果たす。
欧米諸国で教えた後、長らくマドリード・コンプルテンセ大学で教員としてロマンス諸語を教え、スペイン王立アカデミーの会員となった。